# Yūto Seko
Yūto Seko (japanisch 瀬古 優斗 Seko Yūto; * 16. März 1998 in Ōtsu, Shiga) ist ein japanischer Leichtathlet, der sich auf den Hochsprung spezialisiert hat.

## Sportliche Laufbahn
Erste internationale Erfahrungen sammelte Yuto Seko im Jahr 2023, als er bei den Hallenasienmeisterschaften in Astana mit übersprungenen 2,24 m den vierten Platz belegte. Im Jahr darauf gewann er dann bei den Hallenasienmeisterschaften in Teheran mit 2,19 m die Silbermedaille hinter seinem Landsmann Ryōichi Akamatsu.